# Týnská fara
Týnská fara je dvoupatrová nárožní budova čp. 601/I v Celetné ulici 5 v Praze 1 na Starém Městě, původně špitál, kaple a nyní farní úřad a restaurace. Od roku 1958 je chráněná jako kulturní památka. 

## Historie

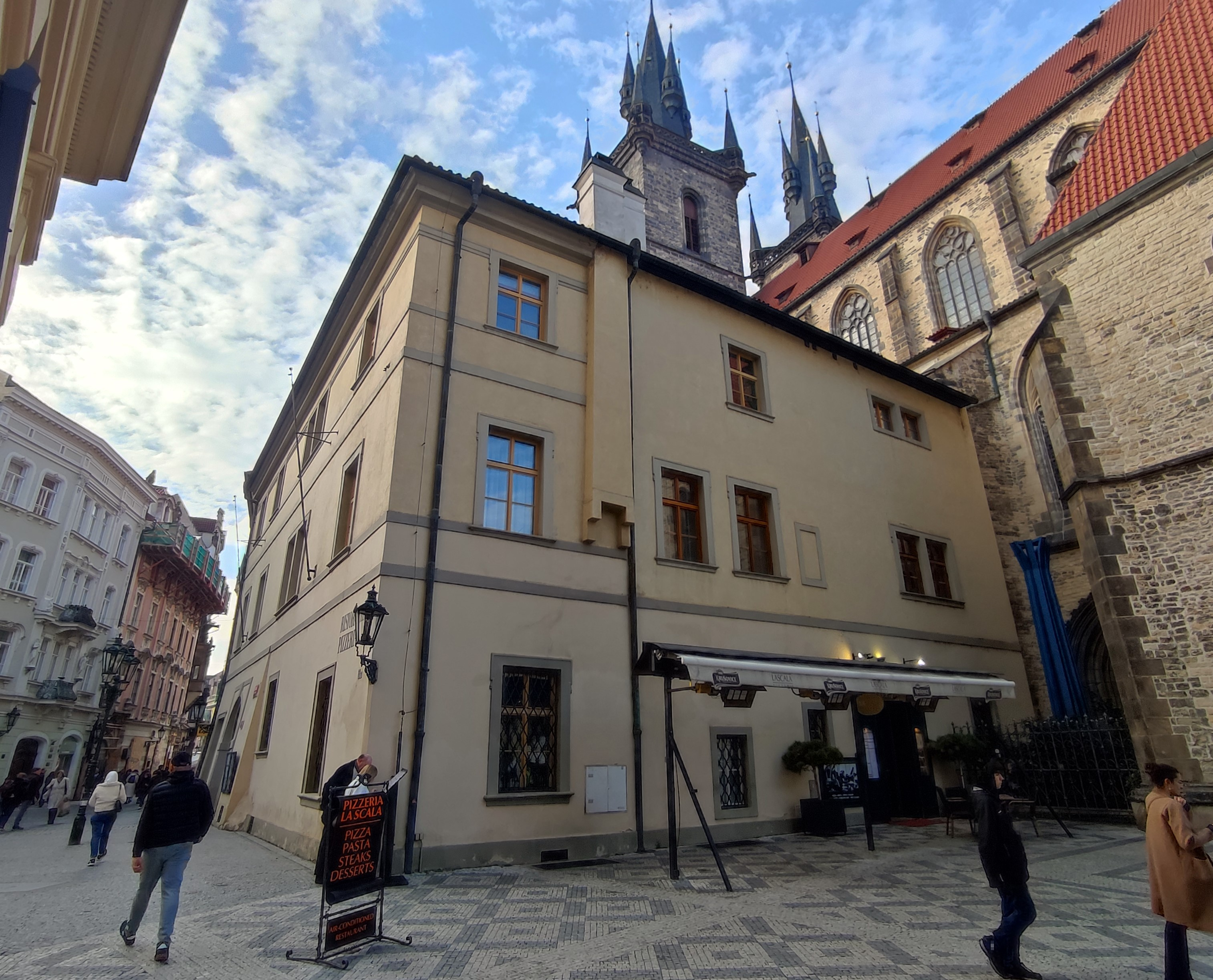
Týnská fara z jihovýchodu

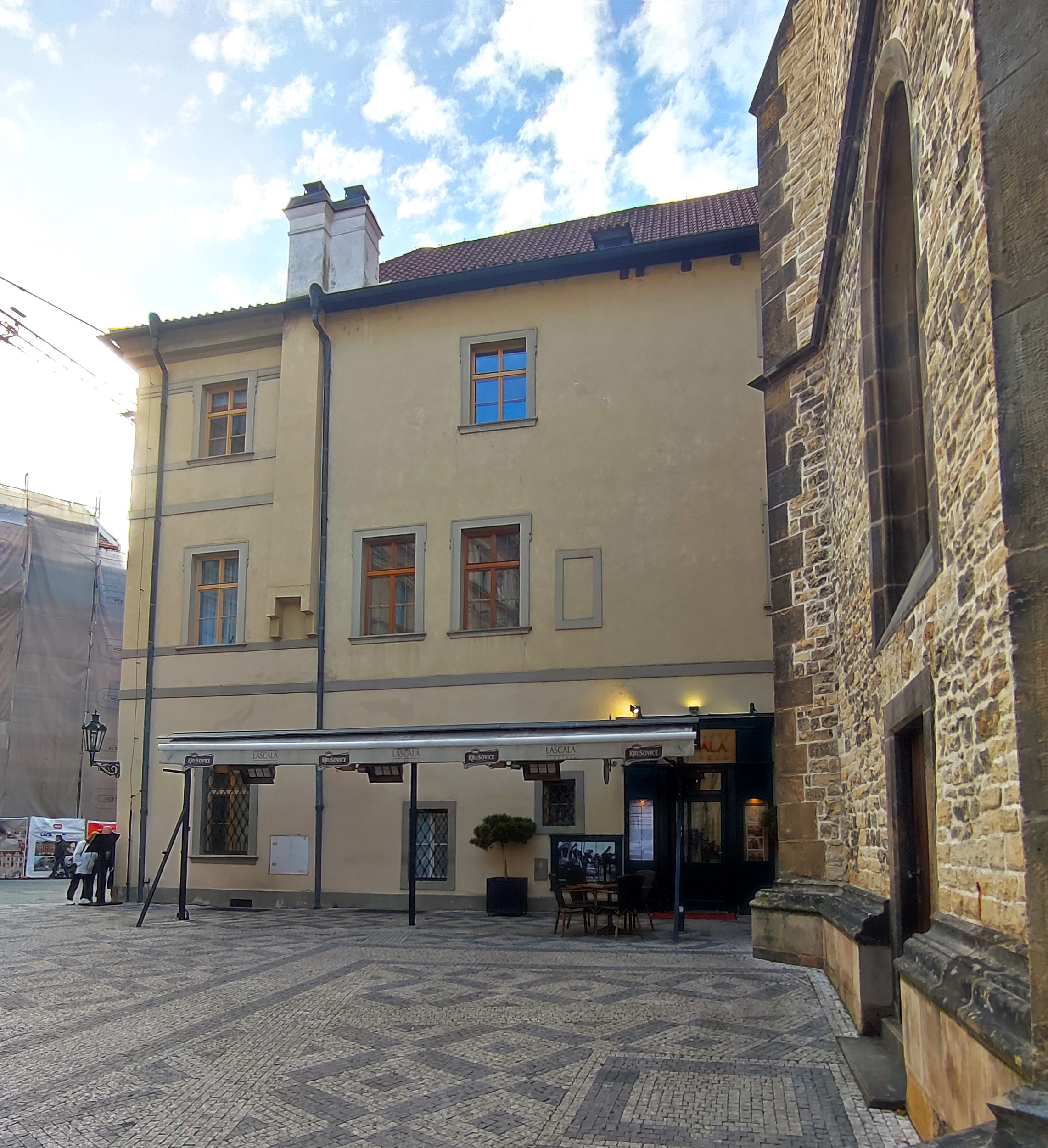
Týnská fara z východu, prostranství po zrušeném hřbitově

První písemná zpráva pochází z roku 1135 a je donací, jíž český kníže Soběslav I. daroval Vyšehradské kapitule špitál Panny Marie, aby v něm pečovala o onemocnělé kupce a dvanáct chudých. 
V následujícím století, v roce 1279, se zmiňuje jeho poloha, že špitál přiléhá ke kostelu Panny Marie. V roce 1280 se nazývá špitálem při Týnském dvoře, s nímž je zdí spojený. 
V roce 1298 se zde připomíná jednak probošt Týnského chrámu, magistr Rapota, a jako nájemník notář jménem Albert. V roce 1319 se uvádí jménem týnský farář František. V roce 1322 již špitál nefungoval, protože Vyšehradská kapitula dům pronajala Štěpánovi z Tetína († 1338), tehdy nejvyššímu písaři Království českého. 
Od roku 1365 v domě sídlil plebán kostela Panny Marie před Týnem. Budova byla průběžně obydlena také ve dvacátých letech 15. století, kdy kněží Týnského chrámu přestoupili na víru podobojí. V letech 1424–1471 zde bydlel a v kostele kázal arcibiskup Jan Rokycana. 
Farní hřbitov přiléhal ke kostelu a faře z jihovýchodu; byl zrušen za císaře Josefa II. a likvidován až kolem roku 1820, umrlčí komora byla zbořena roku 1894 společně s kaplí sv. Ludmily. Fotografie z roku 1934 dokládá, jak byly Celetnou ulicí přímo kolem fary vedeny koleje tramvaje, budova je prakticky shodná s dnešním stavem. V koutě mezi farou a kostelem poté bývala malá oplocená zahrádka s dvorkem, na němž byla po určitou dobu na ocelovém nosníku vystavena socha Immaculaty mariánského sloupu pro Staroměstské náměstí.
V současné době sídlí v severním křídle domu v přízemí restaurace, v patrech je sídlo farního úřadu, farního sboru a byty.

## Architektura

### Špitální kostel Panny Marie a kaple sv. Ludmily
Podrobně viz Kaple svaté Ludmily (Praha)
Gotická budova fary, vystavěná na téměř čtvercovém půdorysu, se zachovala s téměř neporušeným zdivem sklepů (původně přízemí). Na ně z východu navazoval jednolodní raně gotický kostel Panny Marie před Týnem ze druhé poloviny 13. století. Ten byl po výstavbě trojlodního Týnského chrámu zachován, zasvěcen svaté Ludmile a nadále užíván jako kaple. Architekt Josef Mocker vypracoval projekt na jeho obnovu, ale městská rada v rámci asanace staré Prahy v lednu roku 1894 rozhodla o zbourání stavby. Před zbořením byl zdokumentován fotograficky a zachráněno z nej několik architektonických článků, šest přípor je vystaveno v Lapidáriu Národního muzea v Praze.
V roce 1934 byl ve sklepě fary nalezen raně gotický chrlič, náležející rovněž tomuto kostelu.  Ve sklepě fary se dochoval portálek, jímž se do kostela vstupovalo. Na místě zbořeného kostela je volné prostranství, na něž navazoval farní hřbitov.

### Špitál a fara

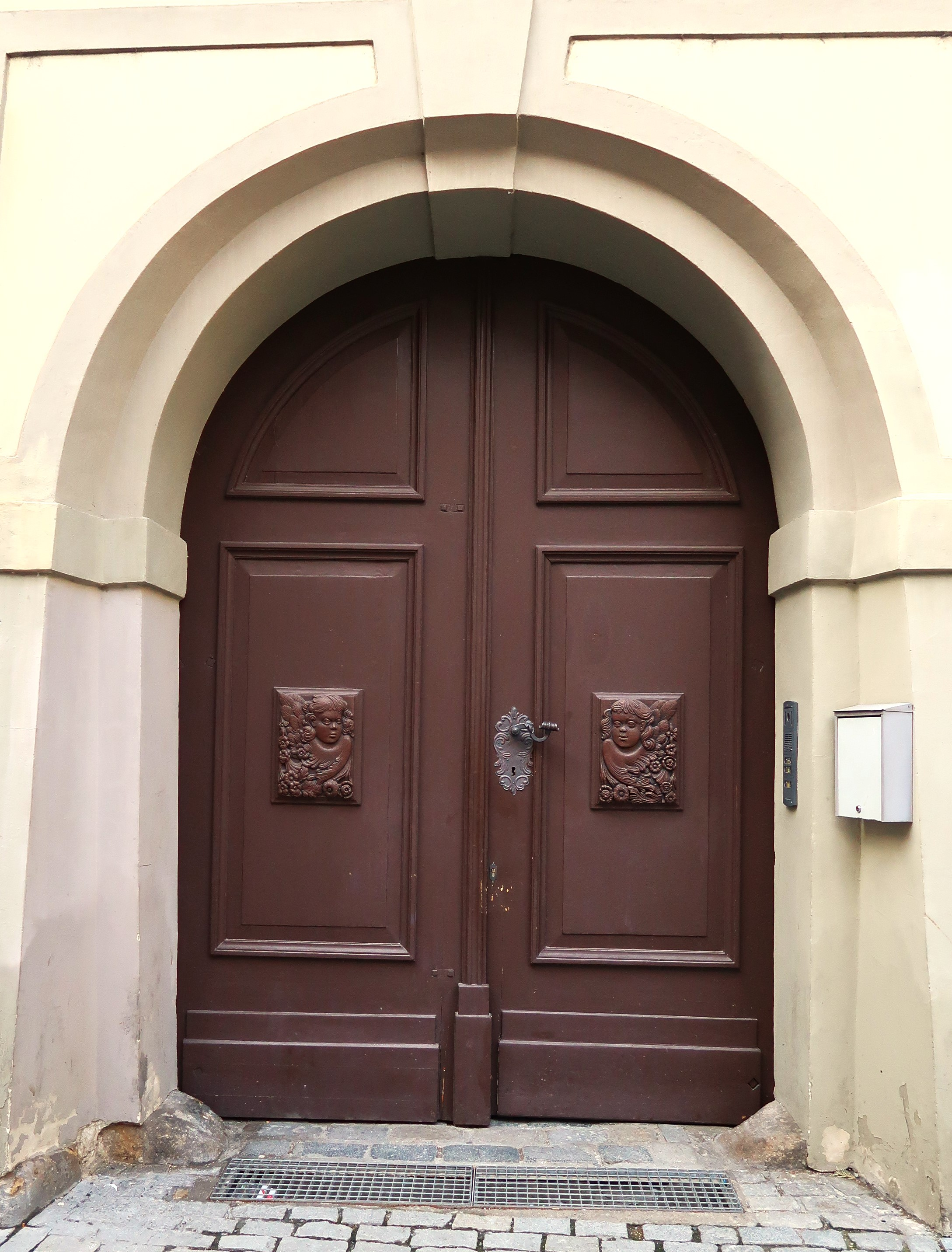
Vrata Týnské fary

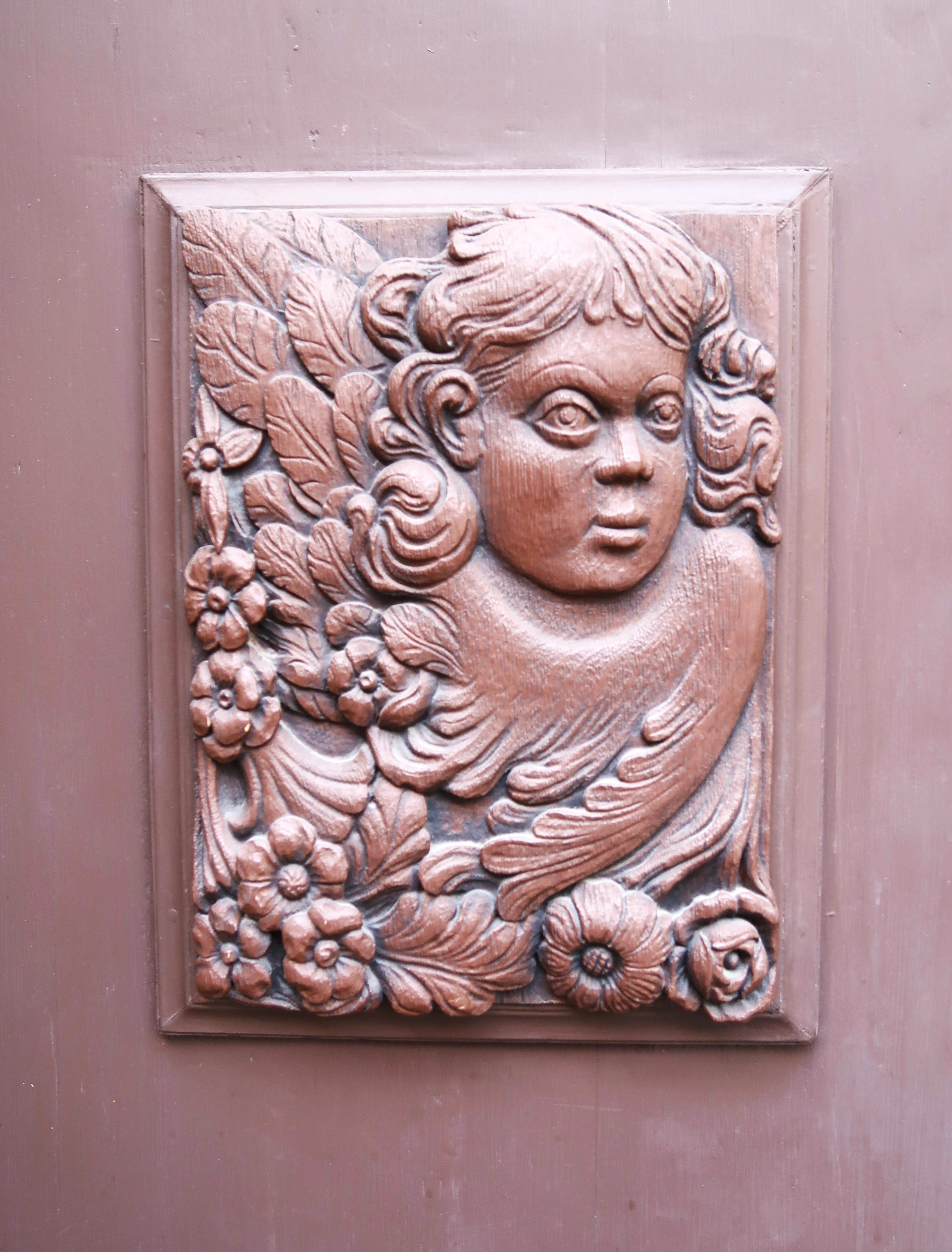
Reliéf anděla z vrat

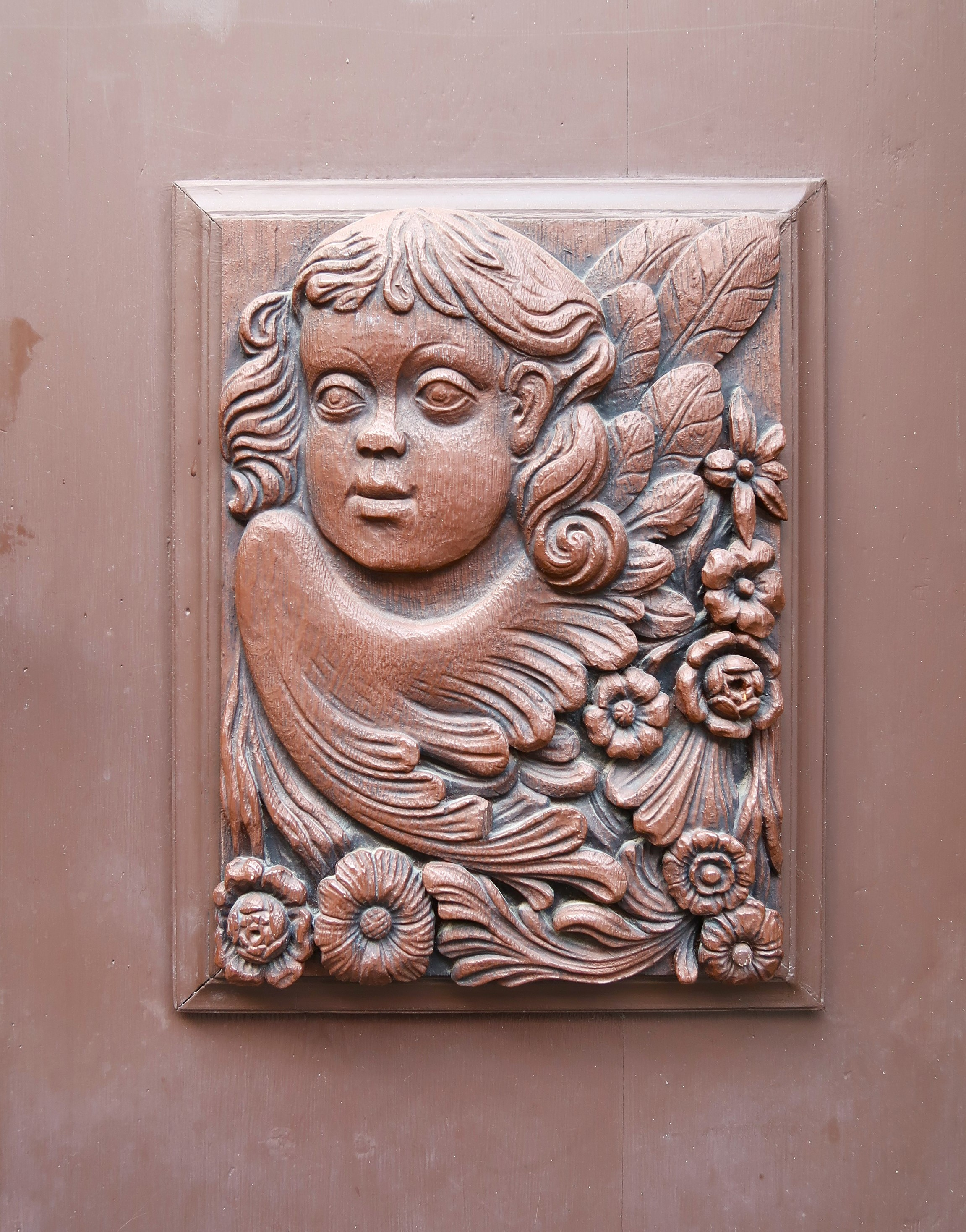
Reliéf anděla z vrat

Portál s dubovými vraty, na nichž jsou reliéfy dvou okřídlených hlav andělů, je barokní a pochází z 18. století. V přízemí jsou dvě gotické prostory včetně křížových kleneb a jedna barokní s valenou klenbou. V barokní úpravě je kamenné gotické schodiště a gotické obvodové konstrukce zdiva až do druhého patra, se stupňovitým gotickým štítem, vystupujícím na západní straně nad střechu při sousedním domě čp. 602/II. V prvním patře se dochovala dekorativní gotická nástěnná malba.  
K raně barokní přestavbě domu došlo v posledním desetiletí 17. století, kdy byla upravena okna a vsazena jejich nová ostění. Poté následovala vrcholně barokní přestavba v první čtvrtině 18. století za faráře Jana Floriána Hammerschmida. Při ní byl upraven vstupní průjezd s klenbou. Ve druhé čtvrtině 18. století bylo do vstupní místnosti v přízemí instalováno sousoší sv. Jana Nepomuckého se dvěma andílky, tehdy zde sloužil Jan Josef Hubatius z Kotnova. 
Ve východní stěně fary byl proražen novodobý vchod pro účely současné restaurace. Stav z roku 1934 dokumentuje archivní fotografie. 
Nástěnná malba z let 1750–1760 v tzv. malé jídelně zobrazuje romantické krajiny se zříceninami a ptactvem. V letním refektáři ve východním křídle je strop rozdělen omítnutým středním trámem a po jeho stranách je ornamentální štuková výzdoba. Nástěnné malby neurčeného autora z let 1760–1750 představují krajiny s figurální stafáží: Brusič, Hrající si děti, Žena u vody a chlapec s rakem, Sekáč naklepávající kosu, Rybáři u řeky, Děti lovící raky, Chlapci hrající kuželky, Žena s chlapcem u studny. V přilehlé komoře, vklíněné mezi kamenné gotické opěráky Týnského chrámu, je malovaný trámový strop. V objektu se zachovaly několikeré barokní dveře a barokní krov s ležatou stolicí..

### Vnitřní zařízení
Z mobiliáře se dochovala bíle glazovaná kachlová kamna z 1. poloviny 19. století, harmonium, z uměleckých prací soubor portrétů osobností spjatých s Týnským chrámem, barokní obrazy světců a univerzitní teze, také drobné sochy.